# Nejliksläktet
Nejliksläktet (Dianthus)   är ett släkte av nejlikväxter.
Nejlikor ingår i familjen nejlikväxter.
Nejlikorna kommer från norra halvklotet och består av cirka 300 arter, varav sex arter växer vilt i Sverige.

Kvast.

Blommorna kan sitta ensamma eller i kvastar och är röda, rosa eller vita.
Nejlikor växer helst i soliga lägen.
Inom släktet finns både ettåriga, tvååriga och fleråriga arter.
Nejlikväxter skall inte förväxlas med kryddnejlika, som är torkade blomknoppar från ett träd i familjen myrtenväxter.
Vänsterpartiet har en nejlika som sin partisymbol.

## Nejlikor i Sverige
I Sverige växer sex arter vilt: 
- Backnejlika Dianthus deltoides L., 1753
- Borstnejlika Dianthus barbatus L., 1753
- Brödranejlika Dianthus carthusianorum L., 1753
- Knippnejlika Dianthus armeria L., 1753
- Praktnejlika Dianthus superbus L., 1755
- Sandnejlika Dianthus arenarius L., 1753

Nejlikor är också vanliga trädgårdsväxter:
- Fjädernejlika Dianthus plumarius L., 1763
- Sommarnejlika Dianthus chinensis L., 1753
- Trädgårdsnejlika Dianthus caryophyllus L., 1753

Tidvis förekommer förvildade bestånd av sådana nejlikor.

## Hybrider
- Dianthus × allwoodii hort.
  - Föräldrar: Dianthus plumarius L. × Dianthus caryophyllus L.
- Dianthus × aschersonii M.Schulze ex Graebn.
- Dianthus × borderei Rouy & Foucaud
- Dianthus × bottemeri Bouchard
- Dianthus × courtoisii Rchb.
  - Föräldrar: Dianthus barbatus L. × Dianthus superbus L.
- Dianthus × digeneus Borbás
- Dianthus × dufftii Hausskn. ex Asch.
- Dianthus × exilis Posp.
- Dianthus × fallens Timb.-Lagr.
- Dianthus × flahaultii Braun-Blanq.
- Dianthus × gisellae Borbás
- Dianthus × hanryi Burnat
- Dianthus × hellwigii Borbás ex Asch.
  - Föräldrar: Dianthus [?] × Dianthus deltoides Patrin ex Steud.
- Dianthus × heterophyllus Rouy & Foucaud
- Dianthus × huebneri Seehaus
- Dianthus × jaczonis Asch.
- Dianthus × laucheanus Bolle
- Dianthus × leitgebi Reichardt
- Dianthus × lisae Burnat
- Dianthus × loretii Rouy & Foucaud
- Dianthus × mammingianorum J.Murray
- Dianthus × mikii Reichardt
- Dianthus × ponsii Rouy & Foucaud
- Dianthus × rouyanus Gürke
- Dianthus × roysii L.H.Bailey
  - Föräldrar: Dianthus callizonus Schott & Kotschy × Dianthus gratianopolitanus Vill.
- Dianthus × saxatilis Pers.
- Ampelnejlika Dianthus × semperflorens
- Dianthus × subfissus Rouy & Foucaud
- Dianthus × varians Rouy & Foucaud
- Dianthus × warionii Timb.-Lagr.

## Dottertaxa till nejliksläktet, i alfabetisk ordning[1]
- Dianthus abchasicus Gvinian., 1969
- Dianthus acantholimonoides Schischk., 1930
- Dianthus acicularis Fisch. ex Ledeb., 1842
- Dianthus acrochlorus Stapf, 1886
- Dianthus afghanicus Reich.f., 1951
- Dianthus agrostolepis Reich.f., 1983
- Dianthus akdaghensis Gemici & Lebiebici, 1995
- Dianthus albens Aiton
- Dianthus algetanus Graells ex F.N.Williams, 1885
- Dianthus alpinus L., 1753
- Dianthus altaicus Willd. ex Ledeb., 1842 (nom. inval.)
- Dianthus altaicus L.X.Dong & Chang Y. Yang, 2008
- Dianthus anatolicus Boiss., 1843
- Dianthus ancyrensis Hausskn. & Bornm. ex Bornm., 1936
- Dianthus andronakii Woronow ex Schischk., 1936
- Dianthus androsaceus (Boiss. & Heldr.) Hayek, 1918
- Dianthus angolensis Hiern ex Williams, 1886
- Dianthus angrenicus Vved., 1941
- Dianthus angulatus Royle ex Benth., 1835
- Dianthus anticarius Boiss. & Reut., 1852
- Dianthus aphanoneurus (Rech. f.) M.Kuzmina, 1996
- Dianthus arboreus L., 753
- Dianthus arenarius L., 1753
- Dianthus armeria L., 1753
- Dianthus arpadianus Ade & Bornm., 1934
- Dianthus arrostii J.Presl & C.Presl, 1822
- Dianthus atlanticus Pomel, 1875
- Dianthus atschurensis Sosn., 1923
- Dianthus attenuatus Pavlov, 1960
- Dianthus austroiranicus Lemperg, 1941
- Dianthus awaricus Kharadze, 1951
- Dianthus aydogdui Menemen & Hamzaoğlu, 2000
- Dianthus aytachii C.Vural, 2008
- Dianthus balansae Boiss., 1867
- Dianthus balbisii
- Dianthus barbatus
- Dianthus basianicus
- Dianthus basuticus
- Dianthus behriorum
- Dianthus benearnensis
- Dianthus bessarabicus
- Dianthus bicolor
- Dianthus biflorus
- Dianthus bolusii
- Dianthus borbasii
- Dianthus brachycalyx
- Dianthus brevicaulis
- Dianthus brevipetalus
- Dianthus broteri
- Dianthus brutius
- Dianthus burchellii
- Dianthus busambrae
- Dianthus cachemiricus
- Dianthus caespitosus
- Dianthus callizonus
- Dianthus campestris
- Dianthus capitatus
- Dianthus carbonatus
- Dianthus carmelitarum
- Dianthus carthusianorum
- Dianthus caryophyllus
- Dianthus caucaseus
- Dianthus charadzeae
- Dianthus chimanimaniensis
- Dianthus chinensis
- Dianthus chouardii
- Dianthus ciliatus
- Dianthus cinnamomeus
- Dianthus cintranus
- Dianthus collinus
- Dianthus corymbosus
- Dianthus courtoisii
- Dianthus crassipes
- Dianthus crenatus
- Dianthus cretaceus
- Dianthus cribrarius
- Dianthus crinitus
- Dianthus crossopetalus
- Dianthus cruentus
- Dianthus cyprius
- Dianthus cyri
- Dianthus daghestanicus
- Dianthus darvazicus
- Dianthus deltoides
- Dianthus denaicus
- Dianthus deserti
- Dianthus desideratus
- Dianthus diffusus
- Dianthus dilepis
- Dianthus diutinus
- Dianthus diversifolius
- Dianthus dobrogensis
- Dianthus edetanus
- Dianthus elatus
- Dianthus elbrusensis
- Dianthus eldivenus
- Dianthus elegans
- Dianthus elongatus
- Dianthus elymaiticus
- Dianthus engleri
- Dianthus eretmopetalus
- Dianthus ernesti-mayeri
- Dianthus erythrocoleus
- Dianthus eugeniae
- Dianthus excelsus
- Dianthus falconeri
- Dianthus fallax
- Dianthus ferrugineus
- Dianthus floribundus
- Dianthus foliosus
- Dianthus formanekii
- Dianthus fragrans
- Dianthus freynii
- Dianthus fruticosus
- Dianthus furcatus
- Dianthus gabrielianae
- Dianthus galicicae
- Dianthus gallicus
- Dianthus genargenteus
- Dianthus giganteiformis
- Dianthus giganteus
- Dianthus glacialis
- Dianthus goekayi
- Dianthus goerkii
- Dianthus gracilis
- Dianthus graniticus
- Dianthus gratianopolitanus
- Dianthus grossheimii
- Dianthus guessfeldtianus
- Dianthus guttatus
- Dianthus haematocalyx
- Dianthus hafezii
- Dianthus harrissii
- Dianthus helenae
- Dianthus helwigii
- Dianthus henteri
- Dianthus hoeltzeri
- Dianthus holopetalus
- Dianthus humilis
- Dianthus hymenolepis
- Dianthus hypanicus
- Dianthus hyrcanicus
- Dianthus ichnusae
- Dianthus imereticus
- Dianthus inamoenus
- Dianthus ingoldbyi
- Dianthus inoxianus
- Dianthus insularis
- Dianthus integer
- Dianthus jablanicensis
- Dianthus jacobsii
- Dianthus jacquemontii
- Dianthus jacupicensis
- Dianthus jaczonis
- Dianthus japigicus
- Dianthus japonicus
- Dianthus jaroslavii
- Dianthus jugoslavicus
- Dianthus juniperinus
- Dianthus juzeptchukii
- Dianthus kapinaensis
- Dianthus karami
- Dianthus karataviensis
- Dianthus kastembeluensis
- Dianthus khamiesbergensis
- Dianthus kirghizicus
- Dianthus kiusianus
- Dianthus klokovii
- Dianthus kubanensis
- Dianthus kuschakewiczii
- Dianthus kusnezovii
- Dianthus lactiflorus
- Dianthus laingsburgensis
- Dianthus lanceolatus
- Dianthus langeanus
- Dianthus laricifolius
- Dianthus legionensis
- Dianthus lenkoranicus
- Dianthus leptoloma
- Dianthus leptopetalus
- Dianthus leucophaeus
- Dianthus leucophoeniceus
- Dianthus libanotis
- Dianthus lindbergii
- Dianthus longicalyx
- Dianthus longiglumis
- Dianthus longivaginatus
- Dianthus lusitanus
- Dianthus lydius
- Dianthus macedonicus
- Dianthus macranthoides
- Dianthus macranthus
- Dianthus mainensis
- Dianthus marschallii
- Dianthus martuniensis
- Dianthus masmenaeus
- Dianthus mazanderanicus
- Dianthus membranaceus
- Dianthus micranthus
- Dianthus microlepis
- Dianthus micropetalus
- Dianthus moesiacus
- Dianthus monadelphus
- Dianthus monspessulanus
- Dianthus mooiensis
- Dianthus multiceps
- Dianthus multinervis
- Dianthus multisquameus
- Dianthus muschianus
- Dianthus myrtinervius
- Dianthus namaensis
- Dianthus nangarharicus
- Dianthus nanshanicus
- Dianthus nardiformis
- Dianthus nihatii
- Dianthus nitidus
- Dianthus noeanus
- Dianthus ohridanus
- Dianthus oliastrae
- Dianthus orientalis
- Dianthus oschtenicus
- Dianthus paghmanicus
- Dianthus palinensis
- Dianthus pallidiflorus
- Dianthus pamiralaicus
- Dianthus patentisquameus
- Dianthus pavlovii
- Dianthus pavonius
- Dianthus pelviformis
- Dianthus pendulus
- Dianthus persicus
- Dianthus petraeus
- Dianthus pineticola
- Dianthus pinifolius
- Dianthus platyodon
- Dianthus plumarius
- Dianthus plumbeus
- Dianthus polylepis
- Dianthus polymorphus
- Dianthus pontederae
- Dianthus praecox
- Dianthus pratensis
- Dianthus prilepensis
- Dianthus pseudarmeria
- Dianthus pungens
- Dianthus purpureimaculatus
- Dianthus pusillus
- Dianthus pygmaeus
- Dianthus pyrenaicus
- Dianthus quadrangulus
- Dianthus raddeanus
- Dianthus ramosissimus
- Dianthus recognitus
- Dianthus repens
- Dianthus rigidus
- Dianthus robustus
- Dianthus roseoluteus
- Dianthus rudbaricus
- Dianthus rupicola
- Dianthus ruprechtii
- Dianthus sachalinensis
- Dianthus saetabensis
- Dianthus sahandicus
- Dianthus sajanensis
- Dianthus sardous
- Dianthus scaber
- Dianthus scardicus
- Dianthus schemaschensis
- Dianthus seguieri
- Dianthus seidlitzii
- Dianthus seisuimontanus
- Dianthus semenovii
- Dianthus seravschanicus
- Dianthus serotinus
- Dianthus serratifolius
- Dianthus serrulatus
- Dianthus sessiliflorus
- Dianthus setisquameus
- Dianthus shinanensis
- Dianthus siculus
- Dianthus simulans
- Dianthus sinaicus
- Dianthus siphonocalyx
- Dianthus skopjensis
- Dianthus soongoricus
- Dianthus sphacioticus
- Dianthus spiculifolius
- Dianthus squarrosus
- Dianthus stamatiadae
- Dianthus stapfii
- Dianthus stenocephalus
- Dianthus stenopetalus
- Dianthus stepanovae
- Dianthus sternbergii
- Dianthus stramineus
- Dianthus stribrnyi
- Dianthus strictus
- Dianthus strymonis
- Dianthus subacaulis
- Dianthus subaphyllus
- Dianthus subscabridus
- Dianthus subulosus
- Dianthus superbus
- Dianthus superbuschinensis
- Dianthus sylvestris
- Dianthus szowitsianus
- Dianthus tabrisianus
- Dianthus takhtajanii
- Dianthus talyschensis
- Dianthus tenuiflorus
- Dianthus thunbergii
- Dianthus tianschanicus
- Dianthus tiaratensis
- Dianthus transcaucasicus
- Dianthus transvaalensis
- Dianthus trifasciculatus
- Dianthus tripunctatus
- Dianthus tristis
- Dianthus turkestanicus
- Dianthus tymphresteus
- Dianthus ugamicus
- Dianthus uniflorus
- Dianthus uralensis
- Dianthus urumoffii
- Dianthus uzbekistanicus
- Dianthus vanensis
- Dianthus webbianus
- Dianthus viridescens
- Dianthus viscidus
- Dianthus vladimiri
- Dianthus vodnensis
- Dianthus volgicus
- Dianthus woroschilovii
- Dianthus vulturius
- Dianthus xylorrhizus
- Dianthus zangezuricus
- Dianthus zedebaueri
- Dianthus zeyheri
- Dianthus zonatus

## Bilder

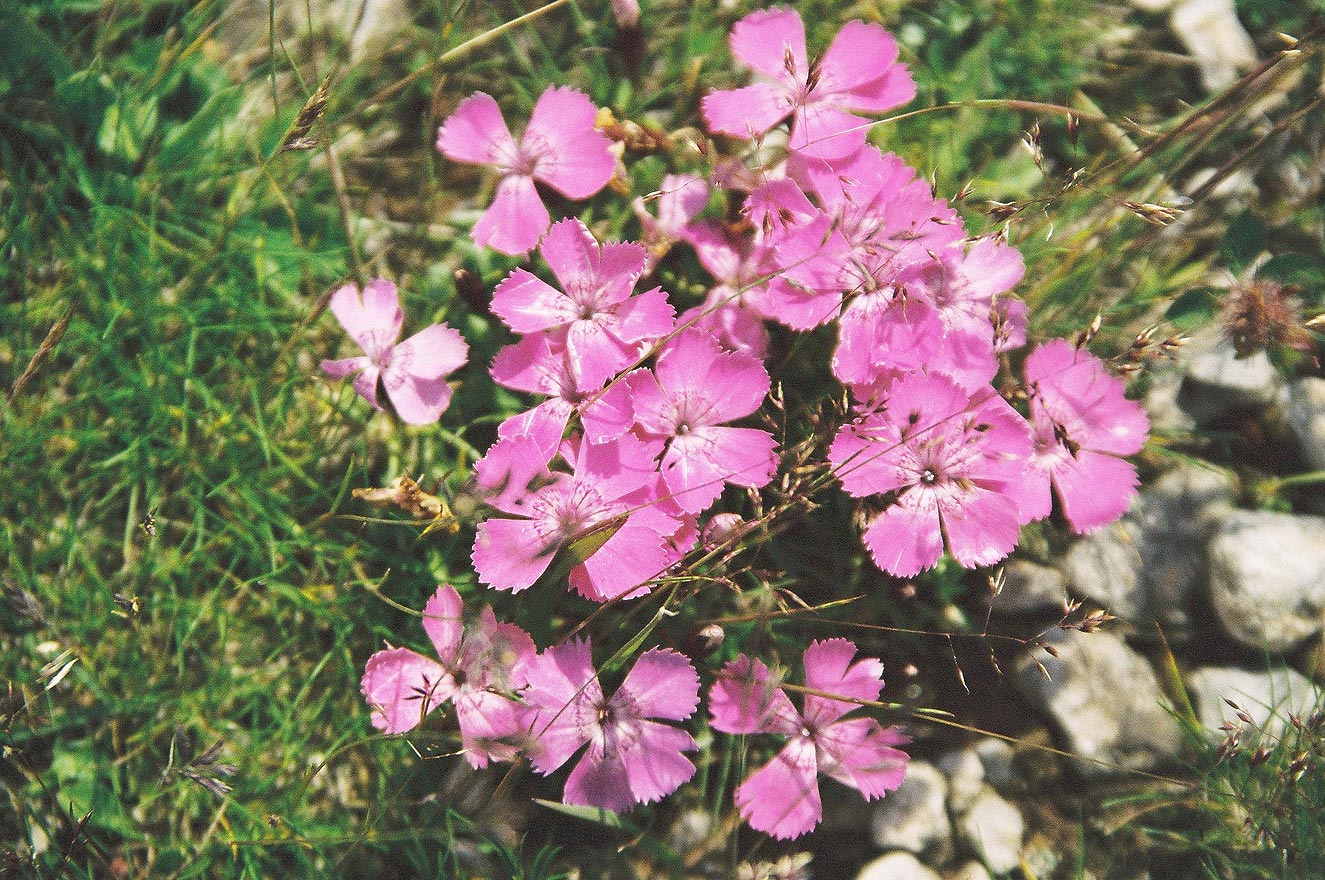
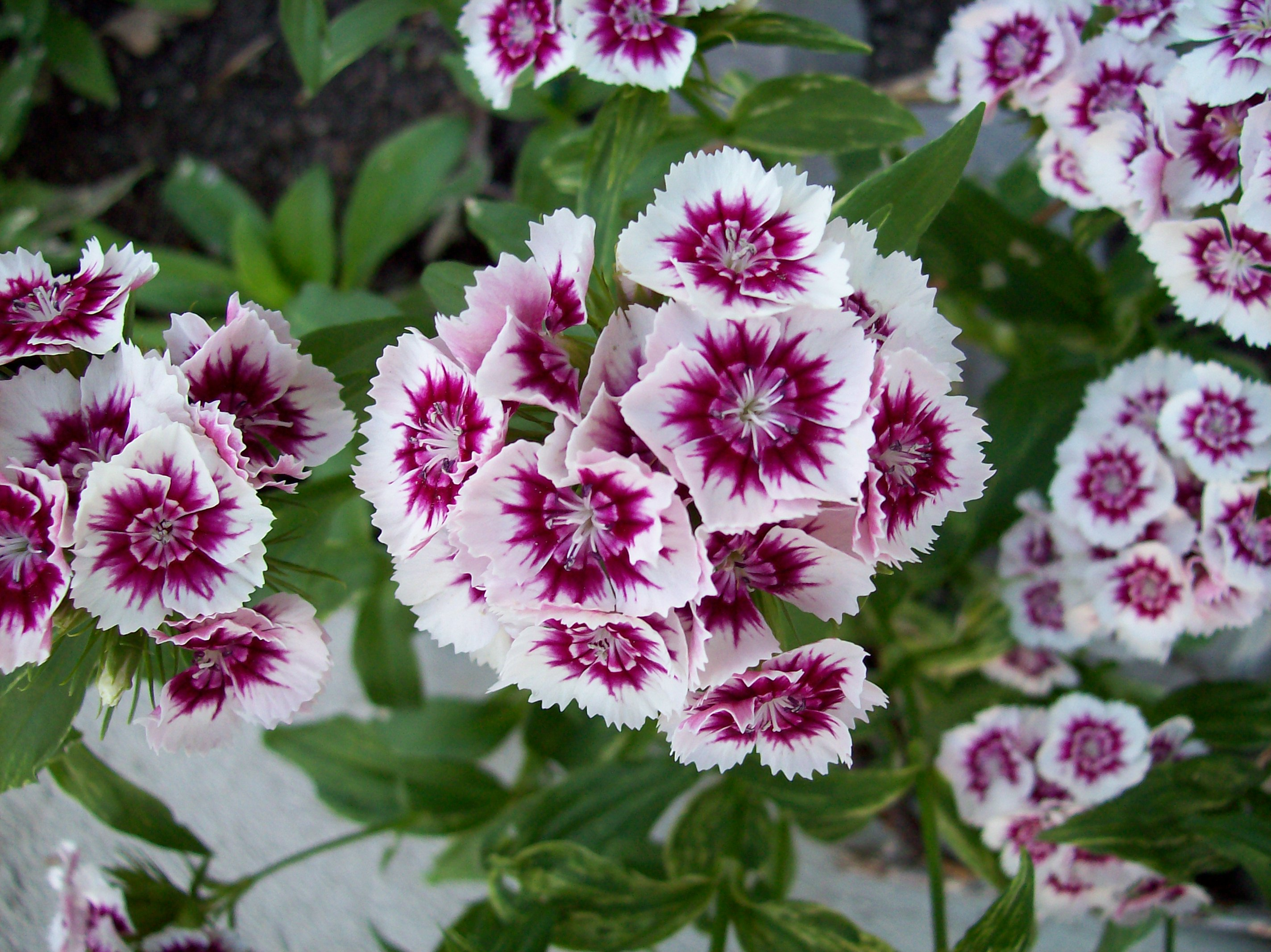
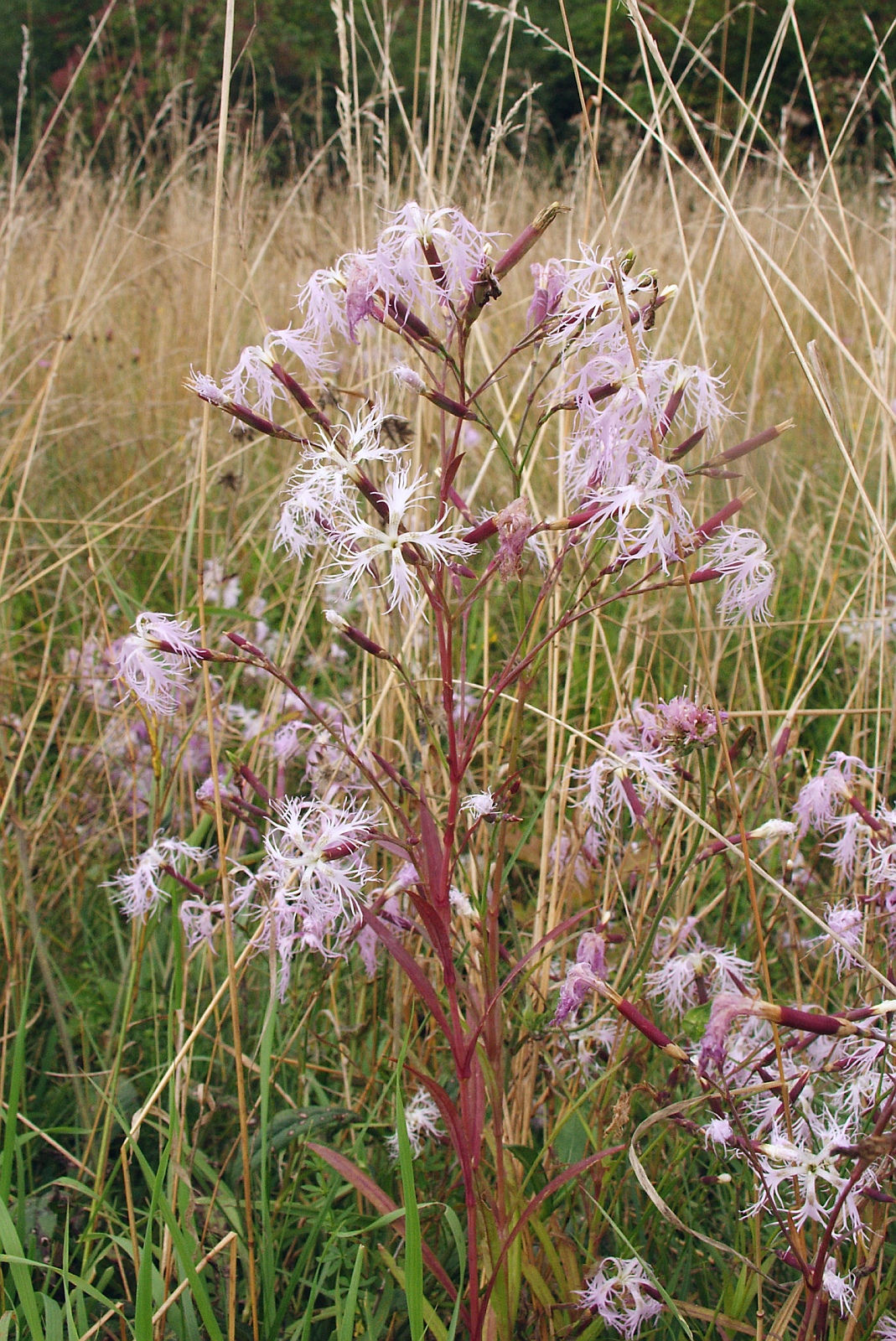
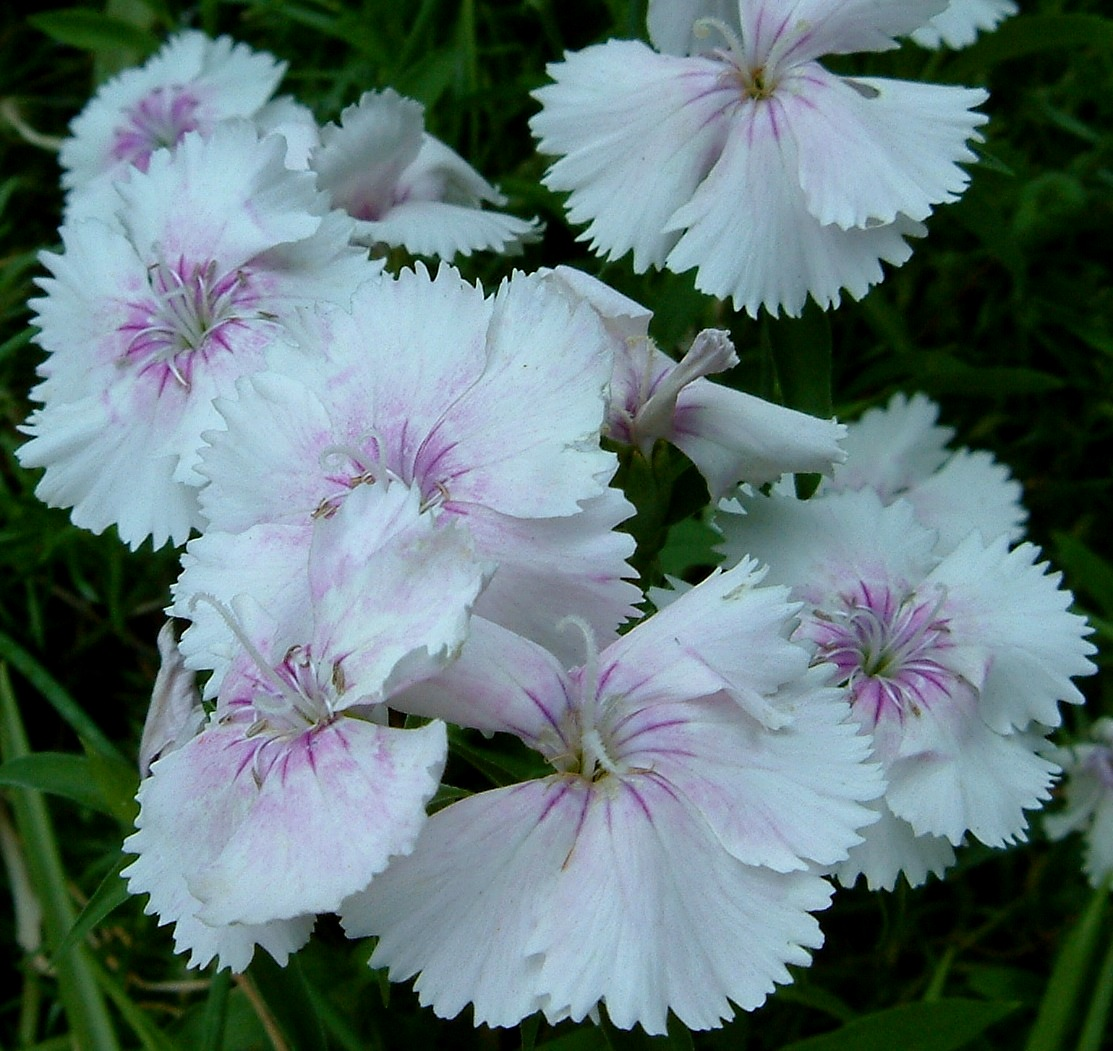
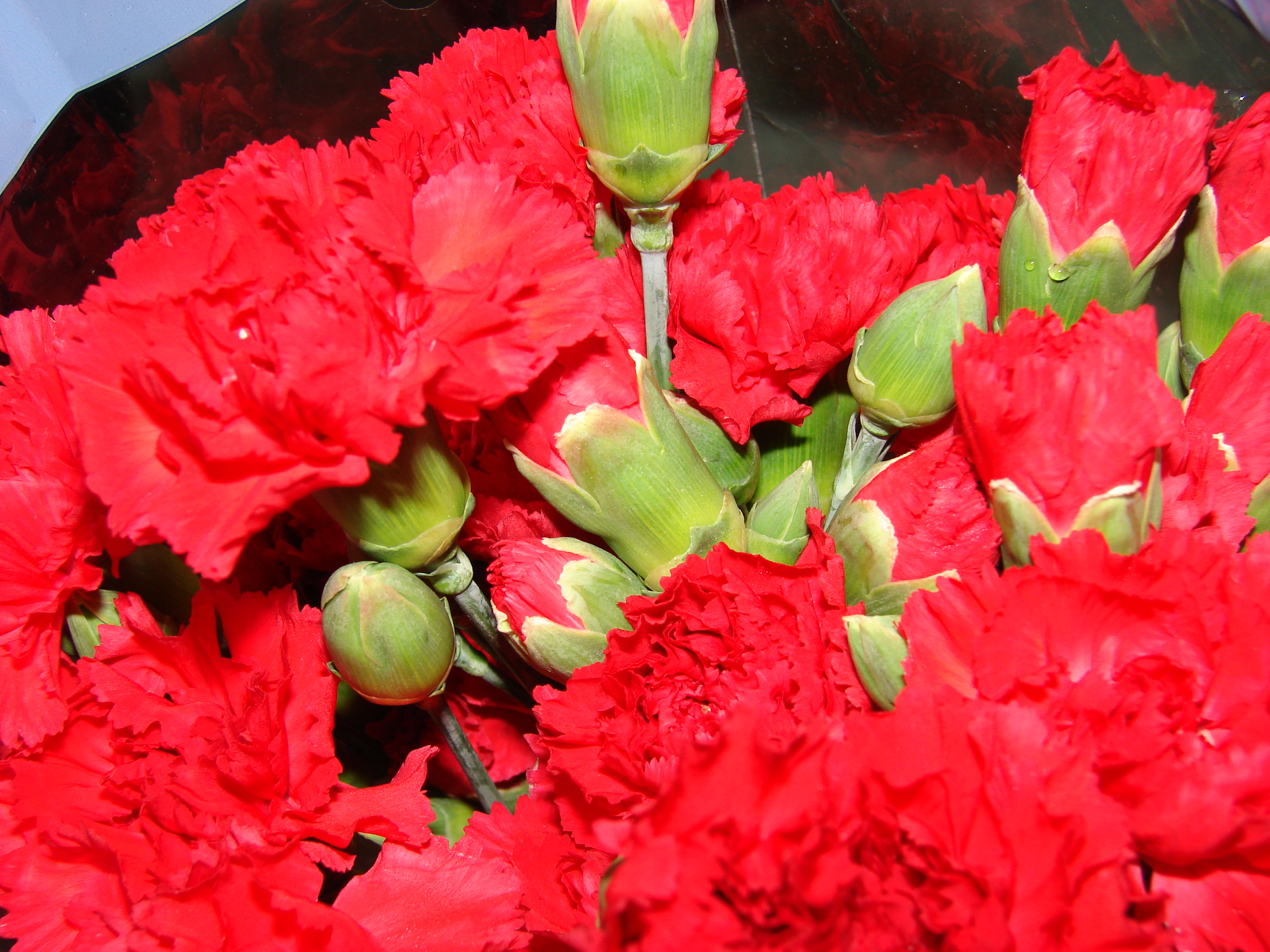
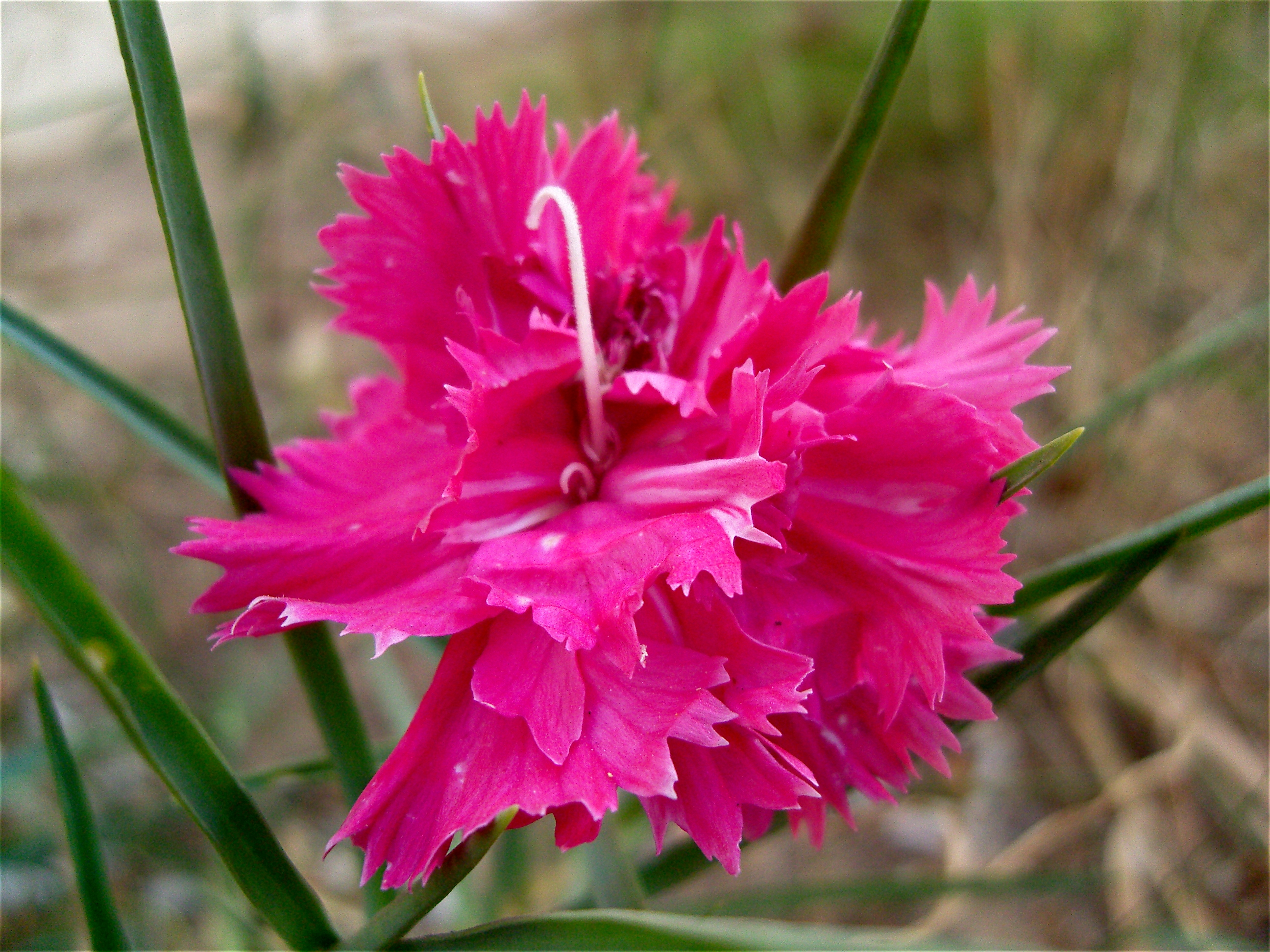